# Cáucaso Ocidental
O Cáucaso Ocidental é a região mais a oeste do Cáucaso, desde o Mar Negro até o Monte Elbrus. Foi incluída na lista de Patrimônio Mundial da UNESCO, por ser a única área montanhosa da Europa que não experimentou impacto significativo de atividade humana. Seu habitat é excepcionalmente variado para o pequeno tamanho da zona, variando desde terras baixas até cumes com geleiras.
A área inclui a Reserva Nacional Natural da Biosfera do Cáucaso, parque nacional declarado como protegido pelo governo da União Soviética em 1924 a fim de conservar algumas espécies de ábetos (Abies nordmanniana), as árvores mais altas da Europa, o bosque único formado de teixo comum (Taxus baccata) e buxo (Buxus sempervirens), incluindo a cidade de Sochi.
Também importante por ser a região original do bisão do Cáucaso, espécie que foi caçada até desaparecer da região em 1927 e que foi reintroduzida décadas depois.
Os locais mais populares para alpinismo e turismo são os Montes Dombai (Домбай), Arjiz (Архыз), e Uzunkol (Узункол)

## Pontos mais altos
- Kiukiurtiu (Кюкюртлю) (parte oriental do Elbrus), 4639 metros.
- Dombai-Yolgen (Домбай-Ёльген), 4046 metros
- Pico Dalar (пик Далар), 3979 metros
- Dzhuguturluichat (Джугутурлючат), 3921 metros
- Bu-Yolgen (Бу-Ёльген), 3917 metros
- Aksaut (Аксаут), 3910 metros
- Kara-Kaiya (Кара-Кайя), 3896 metros
- Dzhalovchat (Джаловчат), 3884 metros
- Belalakaya (Белалакая), 3861 metros
- Pshish (Пшыш), 3789 metros
- Sufrudzhu (Суфруджу), 3781 metros
- Najar (Нахар), 3780 metros
- Ertsoga (Эрцога), 3683 metros
- Chotchat (Чотчат), 3640 metros
- Psish (Псыш, 3535 metros
- Ptish (Птыш), 3520 metros
- Chuchjur-Bashi (Чучхур-Баши), 3510 metros
- Tokmak (Токмак), 3415 metros
- Sulajat (Сулахат), 3409 metros
- Magana (Магана), 3230 metros